# RFU Championship 2007-08
La RFU Championship 2007-08 fue la vigésimo primera edición del torneo de segunda división de rugby de Inglaterra.

## Sistema de disputa
Los equipos se enfrentaran todos contra todos en condición de local y de visitante, totalizando 30 partidos en la fase regular.

## Clasificación
| Pos. | Equipo                    | Encuentros | Encuentros | Encuentros | Encuentros | Tantos | Tantos | Tantos | PB | Puntos |
| Pos. | Equipo                    | PJ         | PG         | PE         | PP         | F      | C      | Dif    | PB | Puntos |
| ---- | ------------------------- | ---------- | ---------- | ---------- | ---------- | ------ | ------ | ------ | -- | ------ |
| 1    | Northampton Saints        | 30         | 30         | 0          | 0          | 1321   | 343    | 978    | 23 | 143    |
| 2    | Exeter Chiefs             | 30         | 24         | 0          | 6          | 899    | 424    | 475    | 20 | 116    |
| 3    | Nottingham RFC            | 30         | 23         | 0          | 7          | 818    | 518    | 300    | 24 | 116    |
| 4    | Doncaster Knights         | 30         | 21         | 0          | 9          | 796    | 551    | 245    | 14 | 98     |
| 5    | Cornish Pirates           | 30         | 20         | 1          | 9          | 800    | 583    | 217    | 12 | 91     |
| 6    | Bedford Blues             | 30         | 18         | 0          | 12         | 705    | 542    | 163    | 13 | 85     |
| 7    | London Welsh              | 30         | 15         | 0          | 15         | 542    | 659    | –117   | 10 | 70     |
| 8    | Plymouth Albion           | 30         | 12         | 1          | 17         | 530    | 528    | 2      | 14 | 64     |
| 9    | Coventry RFC              | 30         | 11         | 1          | 18         | 637    | 731    | –94    | 17 | 63     |
| 10   | Moseley RFC               | 30         | 12         | 1          | 17         | 519    | 744    | –225   | 8  | 58     |
| 11   | Rotherham Titans          | 30         | 11         | 0          | 19         | 591    | 856    | –265   | 14 | 58     |
| 12   | Esher RFC                 | 30         | 10         | 0          | 20         | 481    | 850    | –369   | 9  | 49     |
| 13   | Newbury RFC               | 30         | 8          | 1          | 21         | 497    | 794    | –297   | 11 | 45     |
| 14   | Sedgley Park RUFC.        | 30         | 7          | 1          | 22         | 497    | 832    | –335   | 14 | 44     |
| 15   | Birmingham & Solihull RFC | 30         | 7          | 0          | 23         | 474    | 696    | –222   | 13 | 41     |
| 16   | Launceston Rugby Club     | 30         | 8          | 0          | 22         | 441    | 906    | -465   | 8  | 40     |

|  | Campeón.                            |
|  | Descendidos a la National League 1. |

| Bandera de Inglaterra      |
| Campeón Northampton Saints |
| Tercer título              |